# Pestarella
Pestarella is een geslacht van kreeftachtigen uit de klasse van de Malacostraca (hogere kreeftachtigen).

## Soorten
- Pestarella candida (Olivi, 1792)
- Pestarella convexa (de Saint Laurent & Le Loeuff, 1979)
- Pestarella rotundicaudata (Stebbing, 1902)
- Pestarella tyrrhena (Petagna, 1792)
- Pestarella whitei (Sakai, 1999)